# 衡水泰华中学
衡水泰华中学曾用名衡水第一中学，是位於中華人民共和國河北省衡水市的一所民辦高級中學。

## 歷史
2013年6月，衡水中学與河北泰华锦业房地产开发有限公司签署合作办学协议。同年8月，衡水第一中学開建，2014年8月，衡水第一中学投入使用。之後由於衡水第一中学提前招生、跨区域招收優秀學生而引發爭議。2017年5月，21世纪教育研究院發文批評衡水第一中学加剧应试教育倾向和城乡教育的不均衡。2017年5月，河北省教育厅派专项检查组調查衡水第一中学的办学招生情况。2017年6月，河北省教育厅印发《河北省教育厅关于对河北衡水中学衡水第一中学办学行为进行整改的通知》，認定衡水第一中学存在违规办学招生情况，並提出整改，要求衡水中学官网刪除有關衡水第一中学的內容，衡水中學在對外宣傳自身時不得提及衡水第一中学。2022年2月14日，衡水第一中学改名為衡水泰华中学，衡水中学從該校撤出。但以衡水第一中学名义招生的2021级高一年级、2020级高二年级、2019级高三年级以及衡水中学国际部仍然由衡水中学代管。衡水第一中学改名为衡水泰华中学后领导班子，教师队伍以及学校文化及后续生源与衡水第一中学有本质区别。不過截至2月15日，衡水第一中学的官网仍挂有河北衡水中学的網站入口。

## 外部鏈接
- 官方网站